# 小行星21696
小行星21696（21696 Ermalmquist）是一颗绕太阳运转的小行星，为主小行星带小行星。该小行星于1999年9月7日发现。

## 轨道参数
小行星21696的轨道半长轴为2.3104172 UA，离心率为0.183。